# Великий Мартин (село)
Великий Мартин (рос. Большой Мартын) — село у Панінському районі Воронезької області Російської Федерації.
Населення становить 854 особи (2010). Входить до складу муніципального утворення Криушанське сільське поселення.

## Історія
Населений пункт розташований у історичному регіоні Чорнозем'я. Від 1928 року належить до Панінського району, спочатку в складі Центрально-Чорноземної області, а від 1934 року — Воронезької області.
Згідно із законом від 15 жовтня 2004 року входить до складу муніципального утворення Криушанське сільське поселення.

## Населення
| 2000 | 2005 | 2010 |
| ---- | ---- | ---- |
| 986  | ↘944 | ↘854 |

## Уродженці
- Федотова Марія Іванівна (1915—1980) — доярка радгоспу «Перемога Жовтня», Герой Соціалістичної Праці.